# Infection aiguë des voies respiratoires inférieures

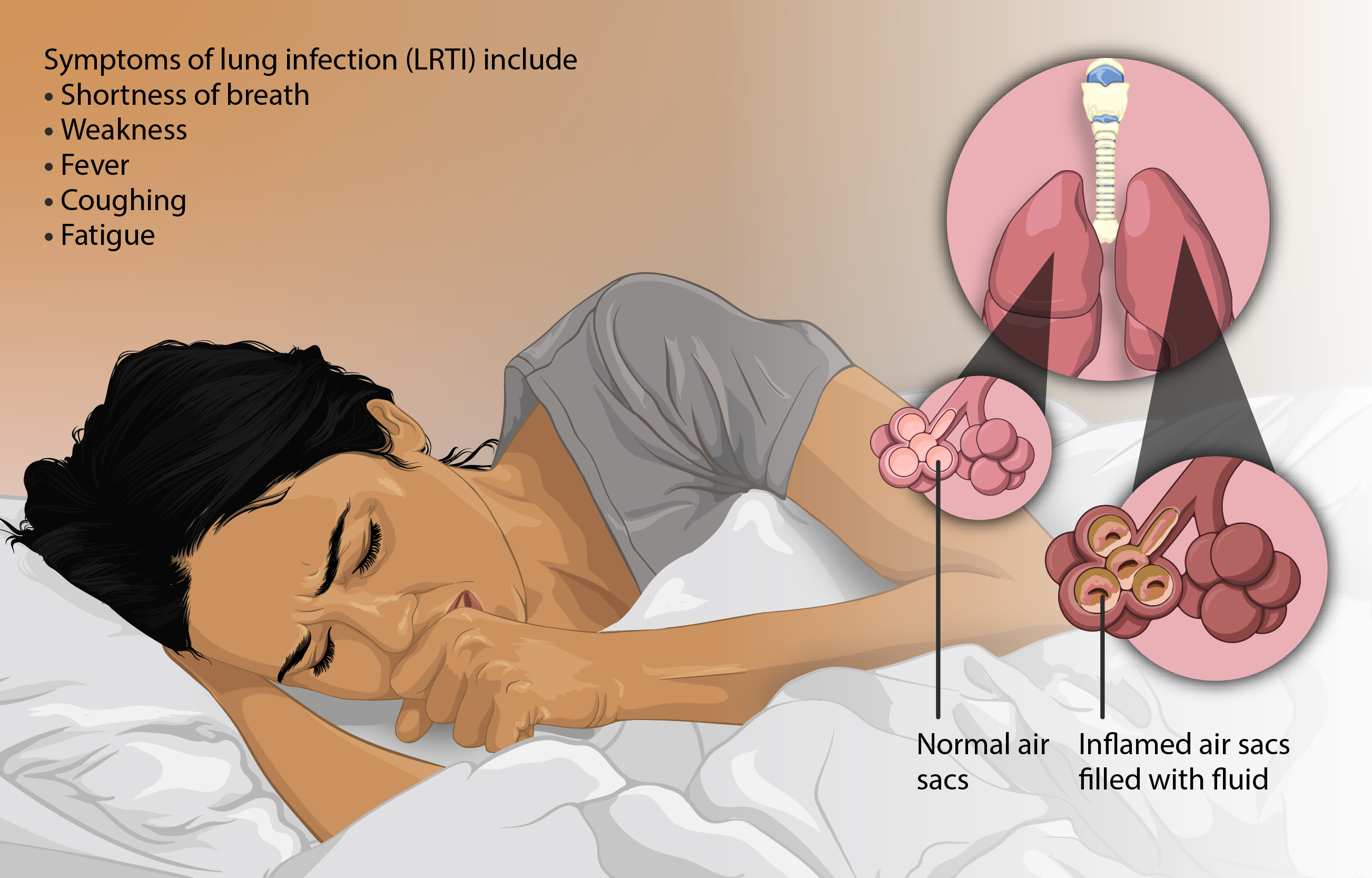
Représentation d'une personne souffrant d'une infection pulmonaire ou des voies respiratoires inférieures. Les symptômes typiques de l'infection des voies respiratoires inférieures sont représentés, ainsi que l'inflammation des sacs aériens qui en résulte.

Une infection aiguë des voies respiratoires inférieures, également appelée infection respiratoire basse, est une infection aiguë touchant les voies aériennes inférieures ou les poumons. 

## Typologie
Cette entité désigne un groupe de pathologies pouvant inclure la bronchiolite, la bronchite aiguë, certains cas d'exacerbation de BPCO, de grippe ou de pneumonie.

## Prévalence
Les personnes âgées, immunodéficientes ou atteintes de maladies pulmonaires chroniques risquent plus d'être touchées. Et on a récemment noté que certaines infections à virus multiples (coinfections virales) sont, chez les enfants, liées à un risque plus élevé de développer une infection aiguë des voies respiratoires (LRTI pour les anglophones).

## Pronostic
Ces infections sont fréquentes et ont, dans la majorité des cas, une évolution spontanément favorable. 
Cependant, elles constituent une des principales causes de mortalité dans le monde, notamment du fait des pneumonies. 

## Causes
Les agents causaux sont habituellement des virus ou des bactéries (ou une co-infection). 

## Symptômes
Ce type d'infection s'exprime habituellement par des signes respiratoires, principalement la toux, éventuellement associés à des signes généraux comme la fièvre. 

## Traitement
Si la cause est bactérienne, ou en présence d'une surinfection bactérienne, le patient se voit prescrire un antibiotique (essentiellement réservé aux cas de pneumonie). 

## Prévention
Certaines infections respiratoires basses graves, comme la pneumonie à pneumocoque, peuvent être prévenues par la vaccination.
Chez l'enfant, l'administration d'échinacée pourpre diminuerait de 30 % le risque d'infection.